# 国道22号線 (ベトナム)

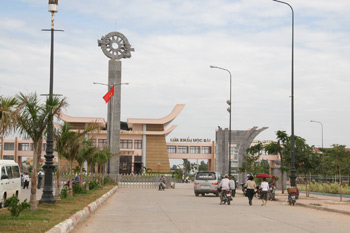
モクバイの国境ゲート

国道22号線（こくどうにじゅうにごうせん　ベトナム語：Quốc lộ 22 / 國路22?）はベトナム社会主義共和国ホーチミン市ホクモン県とカンボジア国境に位置するタイニン省モクバイを結ぶ全長59kmの国道である。
全線が  アジアハイウェイ1号線の一部となっており、国境でカンボジアの国道1号線と接続する。

## 通過する都市
| 地方       | 省、中央直轄市          | 市、県                  | 距離(km) | 註             |
| ---------- | ----------------------- | ----------------------- | -------- | -------------- |
| 東南部地方 | ホーチミン市 （胡志明） | ホクモン県 （旭菛）     | 0        | 国道22号線起点 |
| 東南部地方 | ホーチミン市 （胡志明） | クチ県 （糾支）         |          |                |
| 東南部地方 | タイニン省 （西寧）     | チャンバン市社 （盞盤） | 30       |                |
| 東南部地方 | タイニン省 （西寧）     | ゴーザウ県 （塸油）     | 50       |                |
| 東南部地方 | タイニン省 （西寧）     | モクバイ （木排）       | 59       | 国道22号線終点 |